# Jochen Hoffbauer
Jochen Hoffbauer (* 10. März 1923 in Geppersdorf bei Liebenthal, Landkreis Löwenberg in Schlesien; † 17. August 2006 in Kassel-Harleshausen) war ein deutscher Schriftsteller, Roman- und Hörfunkautor und Lyriker.

## Biografie
Jochen Hoffbauer wurde 1923 in Geppersdorf geboren. Ab 1929 wuchs er im nahe gelegenen Greifenberg auf. 1941 zur Wehrmacht eingezogen, wurde er 1944 in der Ardennenschlacht verwundet. Er kehrte 1945 nach Kriegsende nach Schlesien zurück und erlebte dort mit seiner Frau die Besatzung. Durch die Vertreibung der deutschen Bevölkerung kamen sie nach Hessen. Jochen Hoffbauer fand Arbeit als Schadensbeauftragter für eine Versicherungsgesellschaft und ließ sich in Kassel-Harleshausen nieder.
Hoffbauer wurde 1963 mit dem Eichendorff-Literaturpreis des Wangener Kreises, 1970 mit dem Hörspielpreis der Stiftung Ostdeutscher Kulturrat und dem Hörspielpreis des Landes Nordrhein-Westfalen sowie 1986 mit dem Medienpreis des Bundes der Vertriebenen, Bayern, ausgezeichnet.

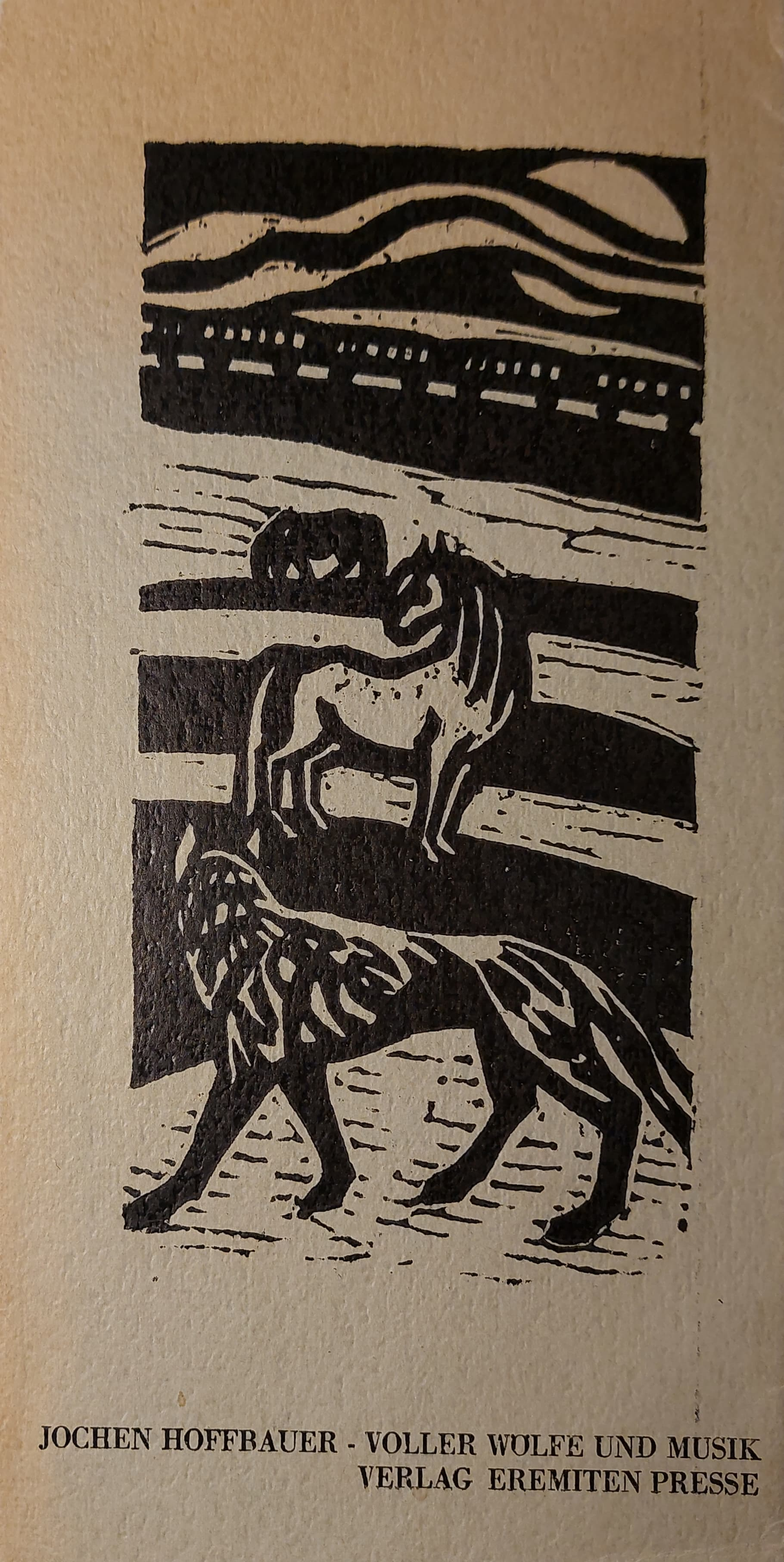
Umschlagbild von Inge Becker-Schrader, Gedichtband, Eremiten-Presse, 1960

## Veröffentlichungen (Auswahl)
- Winterstrophen. Gedichte letzter Hand. Bergstadt-Verlag, Würzburg 2006, ISBN 3-87057275-2.
- Stationen. Gedichte. Bergstadt-Verlag, 2002, ISBN 3-87057249-3.
- Schwalbental. Eine Jugend in Schlesien. Husum Druck, 2002, ISBN 3-88042508-6.
- Glut aus der Asche. Schlesische Erzählungen. Husum Druck, 2002, ISBN 3-88042356-3.
- Eisregen. Erzählungen von gestern und heute. Bergstadt-Verlag, 1999, ISBN 3-87057204-3.
- Sommer gab es nur in Schlesien. Heiteres und Besinnliches von schlesischen Erzählern. Erdmann, Stuttgart 1982, ISBN 3-52263030-0.
- Du Land meiner Kindheit. Schlesische Dichter erzählen aus ihrer Kinderzeit. Aufstieg-Verlag, 1966
- Abromeit schläft im Grünen. Delp, 1966.
- Schlesisches Weihnachtsbuch. Aufstieg-Verlag, 1965.
- Die schönsten Sagen aus Schlesien. Aufstieg-Verlag, 1964, ISBN 3-76120010-2.
- Unter dem Wort. Rautenberg, 1963.
- Voller Wölfe und Musik. Mit vier Linolschnitten von Inge Becker-Schrader, Eremiten-Presse, Stierstadt 1960.
- Schlesische Märchenreise. Alte Volksmärchen aus Schlesien. ISBN 3-76120210-5.
- Scheinwerferlicht. ISBN 3-76890193-9.
- Hüte das Bild! Liegnitz und seine Dichter. ISBN 3-87888048-0.